# سانتا پائولا (کالیفرنیا)
سانتا پائولا (به انگلیسی: Santa Paula) شهری در شهرستان ونتورا ایالت کالیفرنیا است که در سرشماری سال ۲۰۱۰ میلادی، ۲۹۳۲۱ نفر جمعیت داشته است.